# Камкия, Георгий Яковлевич
Георгий Яковлевич Камкия (1928 год, село Адзюбжа, ССР Абхазия) — бригадир колхоза имени Сталина Очемчирского района, Абхазская АССР, Грузинская ССР. Герой Социалистического Труда (1948).

## Биография
Родился в 1928 году в крестьянской семье в селе Адзюбжа. Со второй половины 1940-х годов — бригадир полеводческого звена колхоза имени Сталина Очемчирского района.
В 1947 году бригада под его руководством собрала в среднем с каждого гектара по 74,76 центнеров кукурузы на участке площадью 6 гектаров. Указом Президиума Верховного Совета СССР от 21 февраля 1948 года удостоен звания Героя Социалистического Труда за «получение высоких урожаев сортового зелёного чайного листа в 1948 году» с вручением ордена Ленина и золотой медали «Серп и Молот» (№ 695).
Этим же Указом званием Героя Социалистического Труда были награждены труженики колхоза имени Сталина звеньевые его бригады Арсен Варфоломеевич Кобахия, Трифон Ефимович Сичинава и Шалва Семёнович Чочуа.
После выхода на пенсию проживал в родном селе Адзюбжа.